# Ján Geleta
Ján Geleta (* 13. září 1943 Šimonovany) je bývalý slovenský fotbalista, záložník, československý reprezentant, nejlepší fotbalista Československa roku 1967. Ligu za Duklu Praha hrál i jeho syn Jan v sezóně 1982/83.

## Fotbalová kariéra
Byl členem olympijského výběru, který získal na olympiádě v Tokiu roku 1964 stříbrnou medaili. V československé reprezentaci odehrál 19 zápasů a vstřelil 2 góly. Začínal v TJ Iskra Partizánske, ale vrchol své kariéry prožil v Dukle Praha, kde hrál v letech 1963–1976. Získal s ní dva tituly mistra (1964 a 1966) a třikrát získal Československý pohár (1965, 1966, 1969). V roce 1967 se s Duklou probojoval do semifinále Poháru mistrů evropských zemí. Končil v pražském Motorletu. V československé lize nastoupil v 284 utkáních a vstřelil 27 branek. V Poháru mistrů evropských zemí nastoupil v 17 utkáních a dal 3 góly, v Pohár vítězů pohárů nastoupil v 6 utkáních a v Poháru UEFA nastoupil v 6 utkáních.

## Ligová bilance
| Ročník                                   | Zápasy | Góly | Klub        |
| ---------------------------------------- | ------ | ---- | ----------- |
| 1. československá fotbalová liga 1963/64 | 24     | 4    | Dukla Praha |
| 1. československá fotbalová liga 1964/65 | 23     | 3    | Dukla Praha |
| 1. československá fotbalová liga 1965/66 | 16     | 0    | Dukla Praha |
| 1. československá fotbalová liga 1966/67 | 24     | 4    | Dukla Praha |
| 1. československá fotbalová liga 1967/68 | 24     | 1    | Dukla Praha |
| 1. československá fotbalová liga 1968/69 | 25     | 6    | Dukla Praha |
| 1. československá fotbalová liga 1969/70 | 25     | 2    | Dukla Praha |
| 1. československá fotbalová liga 1970/71 | 23     | 1    | Dukla Praha |
| 1. československá fotbalová liga 1971/72 | 15     | 0    | Dukla Praha |
| 1. československá fotbalová liga 1972/73 | 23     | 2    | Dukla Praha |
| 1. československá fotbalová liga 1973/74 | 20     | 2    | Dukla Praha |
| 1. československá fotbalová liga 1974/75 | 29     | 1    | Dukla Praha |
| 1. československá fotbalová liga 1975/76 | 13     | 1    | Dukla Praha |
| CELKEM 1. liga                           | 284    | 27   |             |